# Santia charcoti
Santia charcoti är en kräftdjursart som först beskrevs av Richardson1906.  Santia charcoti ingår i släktet Santia och familjen Santiidae. Inga underarter finns listade i Catalogue of Life.